# AKG Acoustics
AKG Acoustics war ein eigenständiger österreichischer Hersteller von Mikrofonen und Kopfhörern für professionelle Anwender (Bühnen- und Studiotechnik) und den Heimbereich. Nach Schließung der Produktionsstandorte durch Harman International im Zuge der Übernahme durch den Samsung-Konzern ist AKG heute eine Marke der Harman-Sparte innerhalb von Samsung, die für höherwertige Kopfhörer und Mikrofone verwendet wird.

## Geschichte
Das Unternehmen wurde 1947 als Akustische und Kino-Geräte Gesellschaft m.b.H. von Ernst Pless und Rudolf Görike in der Nobilegasse in Wien gegründet. Zunächst bestand das Kerngeschäft aus 16-mm-Filmprojektoren, Lautsprechern, Verzögerungsgeräten und Mikrofonen.
Im Jahr 1963 wurde dem Unternehmen die Staatliche Auszeichnung verliehen, womit das Österreichische Staatswappen im Geschäftsverkehr geführt werden darf.

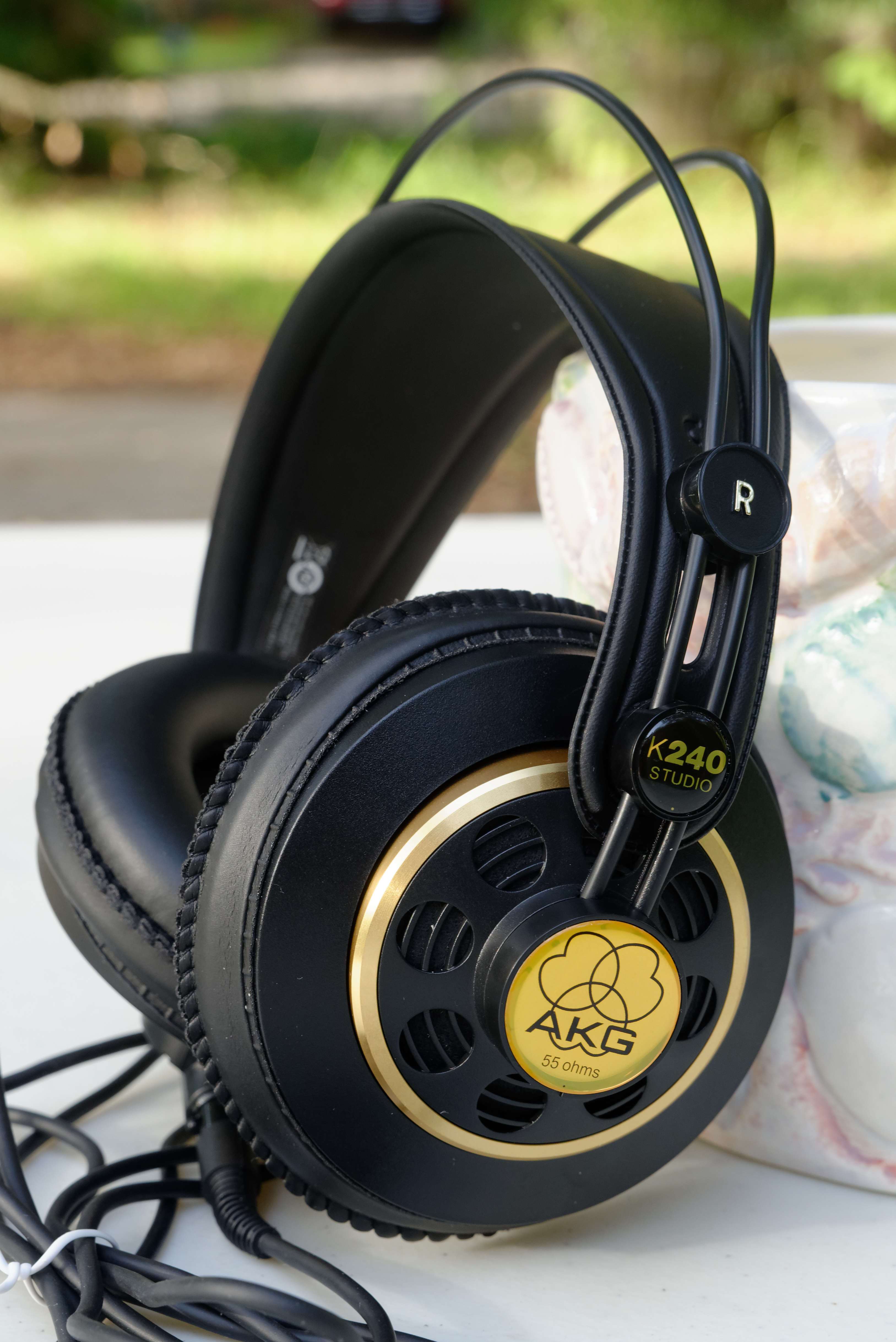
Halb offener Kopfhörer K 240 Studio

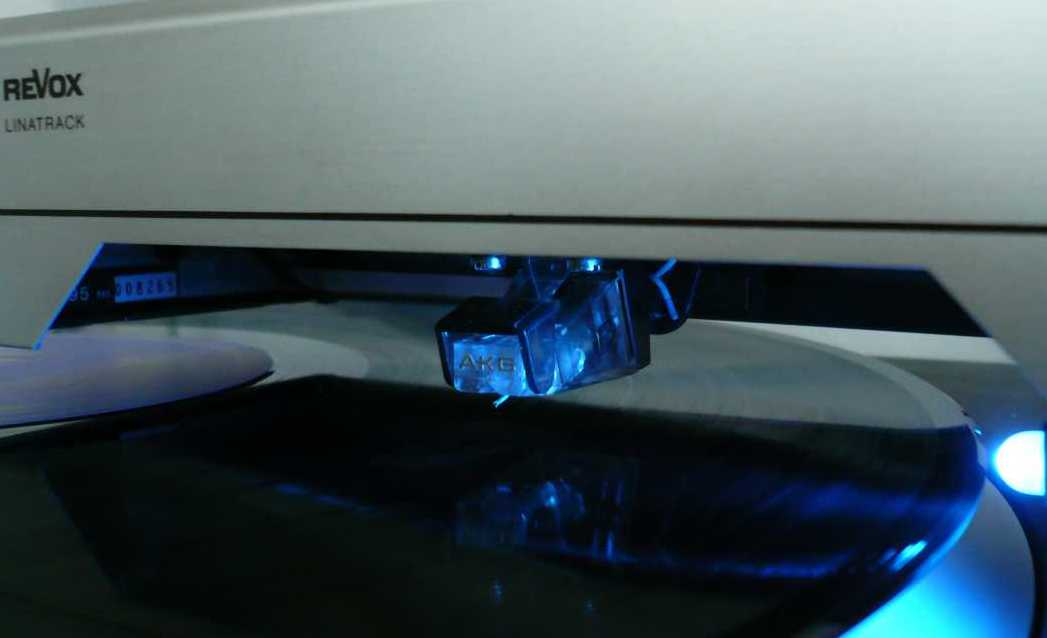
AKG Tonabnehmer

In den 1970er Jahren verkaufte Pless seinen Anteil an den niederländischen Philips-Konzern, der ihn in den 1980er Jahren an die Holdinggesellschaft des Industriellen Josef Taus weiterverkaufte. Während dieser Zeit war AKG der österreichische Distributor für viele namhafte Hi-Fi-Marken wie etwa Marantz oder Revox.
1991 kamen im Rahmen des Austromir-Forschungsprojektes AKG-Produkte im Weltall zum Einsatz. Der österreichische Astronaut Franz Viehböck arbeitete am Experiment Audimir zur Erforschung des Orientierungsvermögens durch Klänge.
Mit einer aggressiven Expansionspolitik und dem Neubau der Konzernzentrale in Wien kam die Firma in wirtschaftliche Schwierigkeiten. Viele Mitarbeiter wurden gekündigt. Die Insolvenz konnte aber im letzten Moment durch das Interesse an AKG von Sidney Harman, dem Gründer der Harman-Gruppe, abgewendet werden. 1993 wurde AKG Acoustics als Teilunternehmen von der Harman International Industries zum symbolischen Wert von einem Schilling übernommen.
AKG fertigte ab der Unternehmensgründung über lange Zeit traditionell in Österreich. Mittlerweile werden wegen der niedrigeren Produktionskosten die High-End-Produkte in der Slowakei und alle anderen Produkte in China gefertigt.
Nach einigen Standortwechseln in Österreich war zuletzt das 8600 m² große Werk in der Laxenburger Straße 254 (gegenüber dem Großgrünmarkt) bis 16. Dezember 2013 von Büro, Entwicklung, Produktion und Lager bezogen worden, zuvor war AKG 20 Jahre in der Lemböckgasse 21–25, ebenfalls im 23. Wiener Bezirk. Im September 2009 wurde die Kündigung von 100 Mitarbeitern in Wien als Folge der Verlagerung der Massenfertigung niedrigpreisiger Produkte in die Niedriglohn-Region Asien angekündigt, über 170 Mitarbeiter verblieben in Wien für Forschung und Entwicklung, Steuerung, Marketing, Verkauf und die Fertigung von Premium-Produkten. Die Verlagerung war Teil einer Gesamtstrategie im Harman-Konzern mit weltweit 11.000 Mitarbeitern (September 2009).
Im Zuge der Übernahme des Mutterkonzerns Harman durch den koreanischen Samsung-Konzern Ende 2016 gab dieser bekannt, die AKG-Standorte in Österreich, insbesondere das Werk in der Laxenburger Straße mit etwa 130 Mitarbeitern, Mitte 2017 komplett zu schließen und zu verlagern. Einigen Mitarbeitern wurde angeboten, in Werke in andere Länder, etwa nach Deutschland oder Ungarn, zu gehen. Im Wesentlichen existiert AKG seitdem nur noch als Marke innerhalb der Harman-Division des Samsung-Konzerns. Die Weiterentwicklung der Produkte soll nun durch Harman-Standorte in Osteuropa erfolgen. 2016 wurde die Produktion in Wien-Liesing mit 131 Mitarbeitern geschlossen.
Direkt im Anschluss an die vollständige Schließung des Unternehmens im Juni 2017 wurde im Juli 2017 von einem 22-köpfigen Kernteam ehemaliger AKG-Mitarbeiter aus den Bereichen Management, Akustik, Elektronik, Test und Messung, mechanisches Design, Drahtlos Technologie sowie Soft- und Firmware die Firma Austrian Audio gegründet.

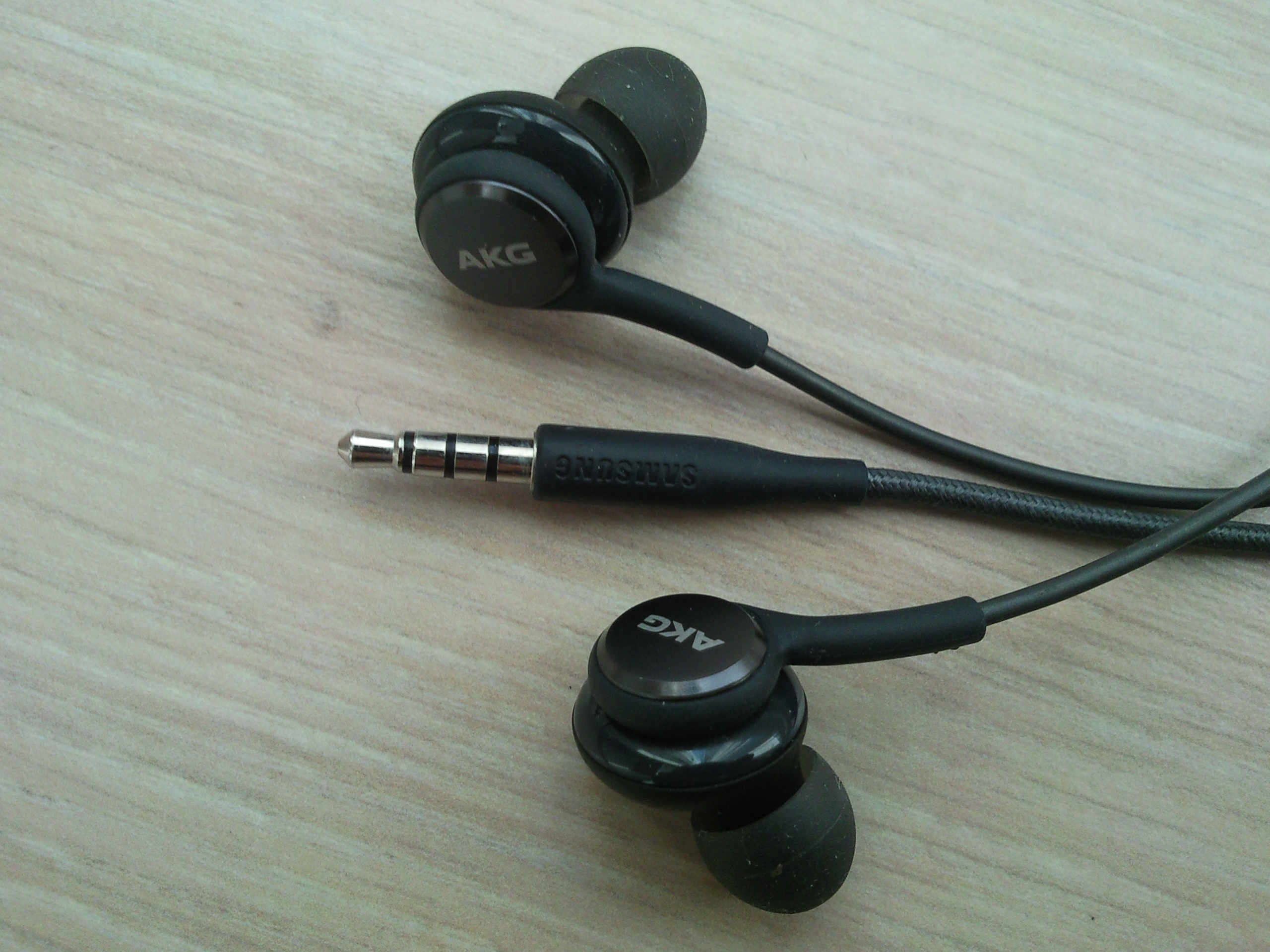
AKG Samsung bundle earphone

Samsung versucht die Bekanntheit der Marke AKG im Windschatten eigener Produkte zu fördern. So wird den Smartphones Galaxy S8 (Vorstellung März 2017), Galaxy S9 (Vorstellung März 2018) und dem Galaxy S10 (Vorstellung Februar 2019) ein mit AKG gelabeltes, höherwertiges Headset beigelegt und damit geworben („Official Samsung Galaxy S8/S9/S10 Headphones – Tuned by AKG“).

## Produkte

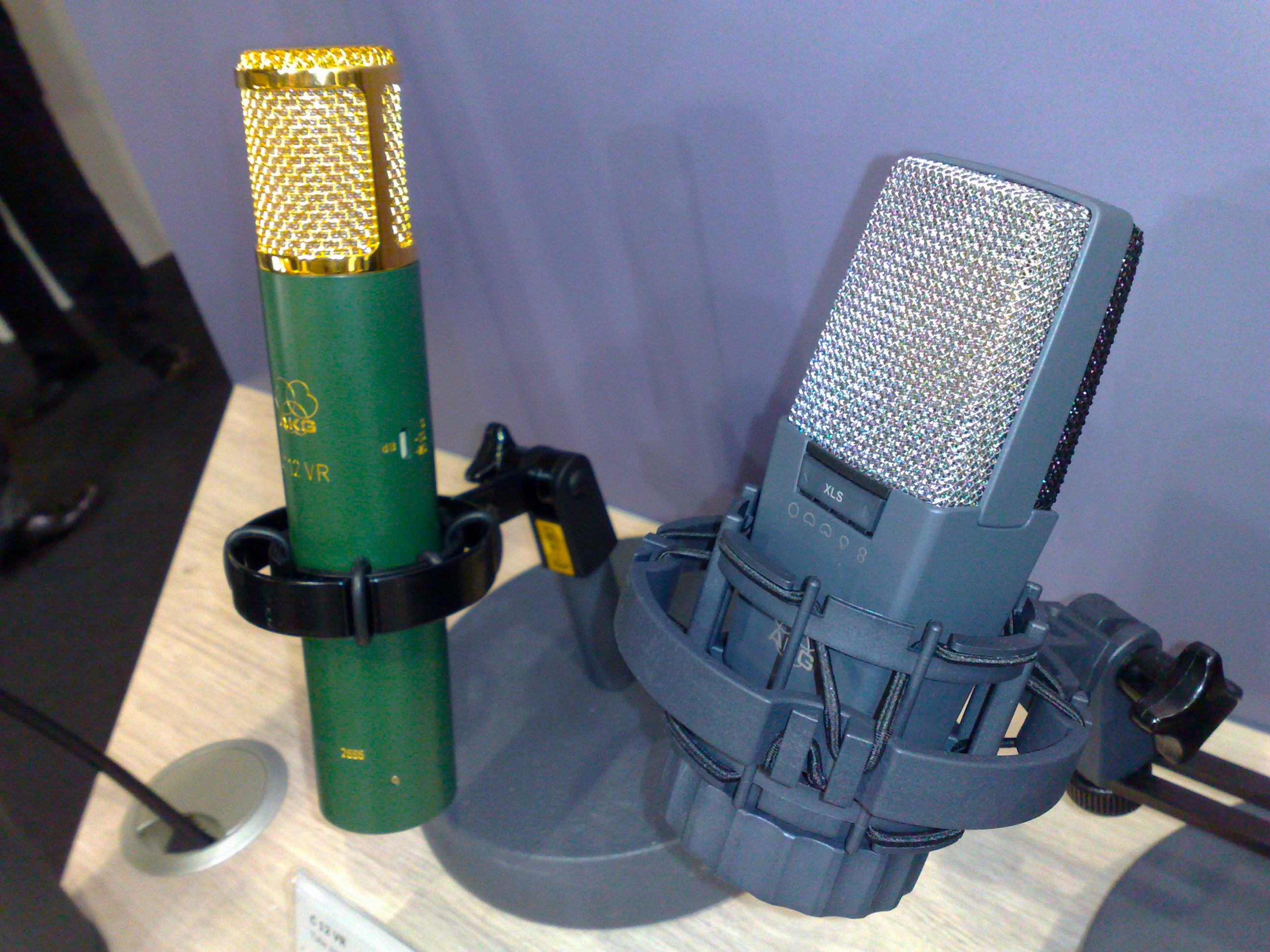
AKG C12VR und C414 ULS

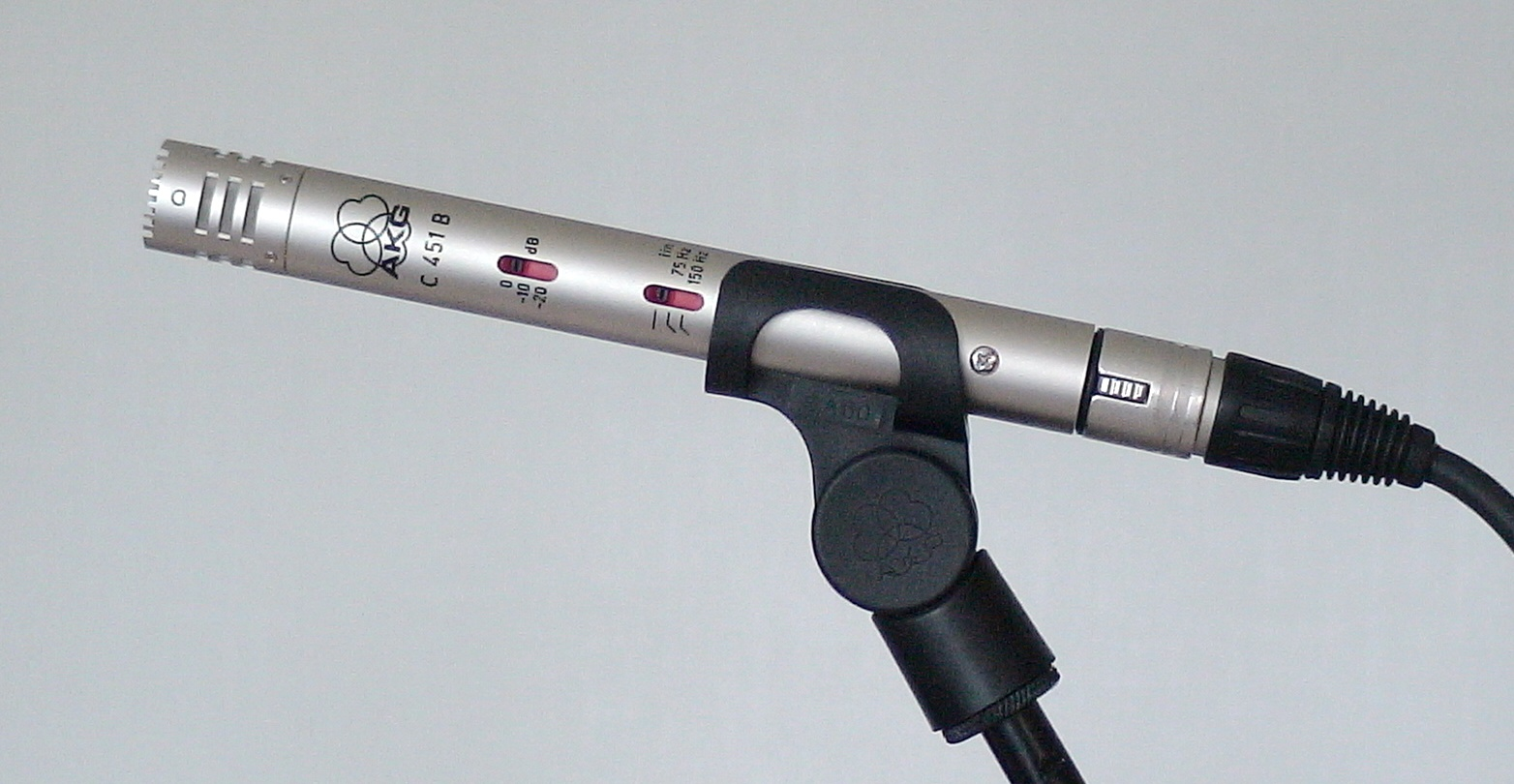
AKG C451

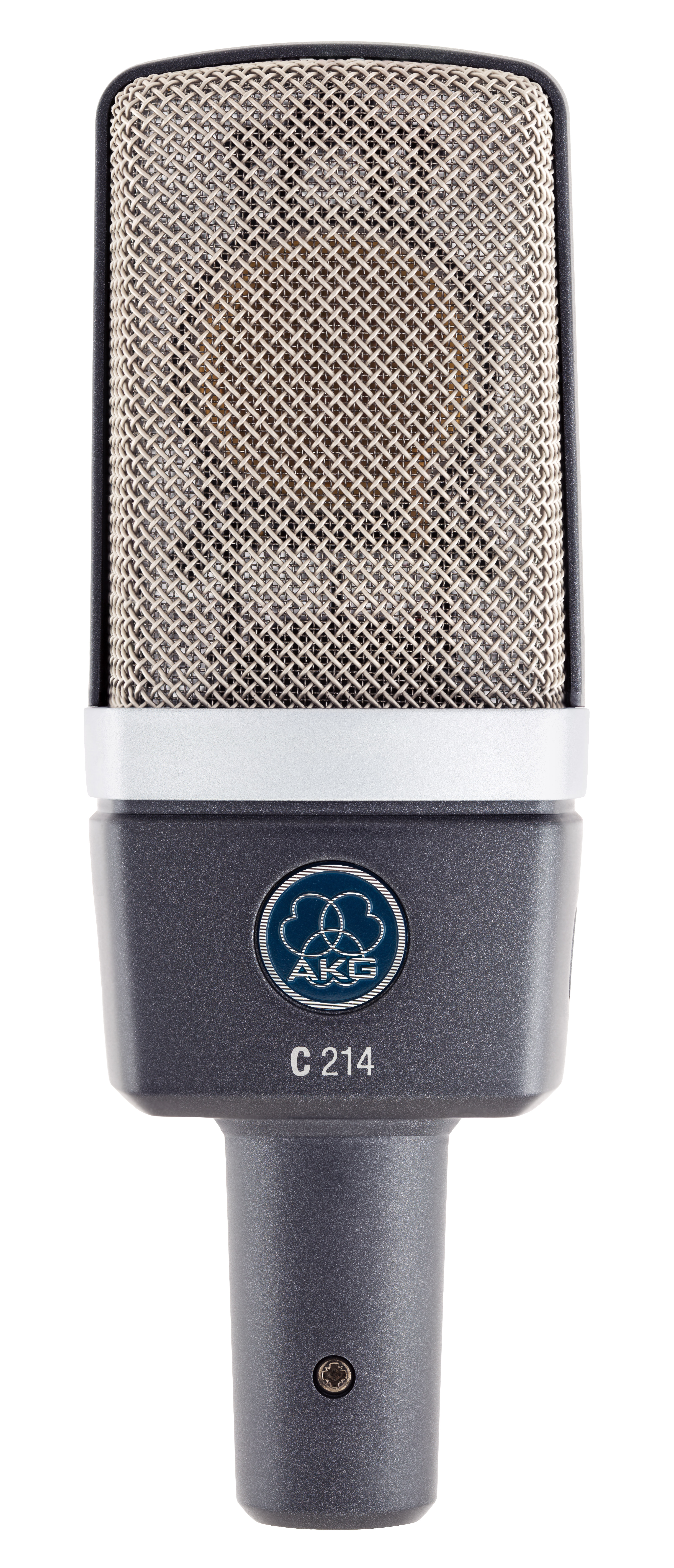
AKG C214

Im Jahr 1953 wurde das Röhren-Großmembran-Kondensatormikrofon C12 vorgestellt. Aufnahmen der BBC London und auch der Beatles im Abbey Road Studio von EMI wurden mit dem C12 gemacht, das bis 1962 gebaut wurde. Ebenfalls im Jahr 1953 brachte AKG das Tauchspulenmikrofon D12 auf den Markt. Es war das erste dynamische Mikrofon mit Nierencharakteristik. Dieses Mikrofon wird noch heute als ein effizientes Kick-Drum- und Gitarren-Mikrofon eingesetzt.
Ende der 1970er und in den 1980er Jahren zählten auch Tonabnehmer für Plattenspieler zur Produktpalette, P8, P25.
Zu den heutigen AKG-Produkten zählen neben Mikrofonen für Studio- und Bühnenverwendung, Schwanenhals- und Grenzflächenmikrofonen, In-Ear-Monitoring und drahtgebundenen Studiokopfhörern auch digitale Raumklang-Funk-Kopfhörer.
Im Tonstudio findet das C414, ein Großmembranmikrofon in Kondensatortechnik, häufig Anwendung. Seit dem Erscheinungsjahr 1971 wurde es schrittweise verbessert. Im Jahr 2012 wurde die „siebte Generation“ verkauft. Es kann Schalldruckpegel von bis zu 158 dB aufnehmen.

### Bekannte Mikrofone
- AKG C12 Röhren-Großmembrankondensatormikrofon
- C414 Großmembranmikrofon
- AKG C451 Kleinmembran-Kondensatormikrofon

## Auszeichnungen
- 1963 das Österreichische Staatswappen
- 1988 mit Peschke+Skone: Staatspreis Design für Miniaturmikrophon C 409
- 1989/90 mit Peschke+Skone: Staatspreis Design für Kopfhörer K 1000
- Im Oktober 2004 wurde in San Francisco das C 12 VR, ein Großmembran-Kondensatormikrofon mit ferngesteuerter, umschaltbarer Richtcharakteristik, in die TECnology Hall of Fame aufgenommen.
- 2008 Österreichischer Exportpreis (Wirtschaftskammer, Wirtschaftsministerium)[11]
- Im Januar 2010 erhielt AKG den Technical Grammy Award 2010.[12]

## Trivia

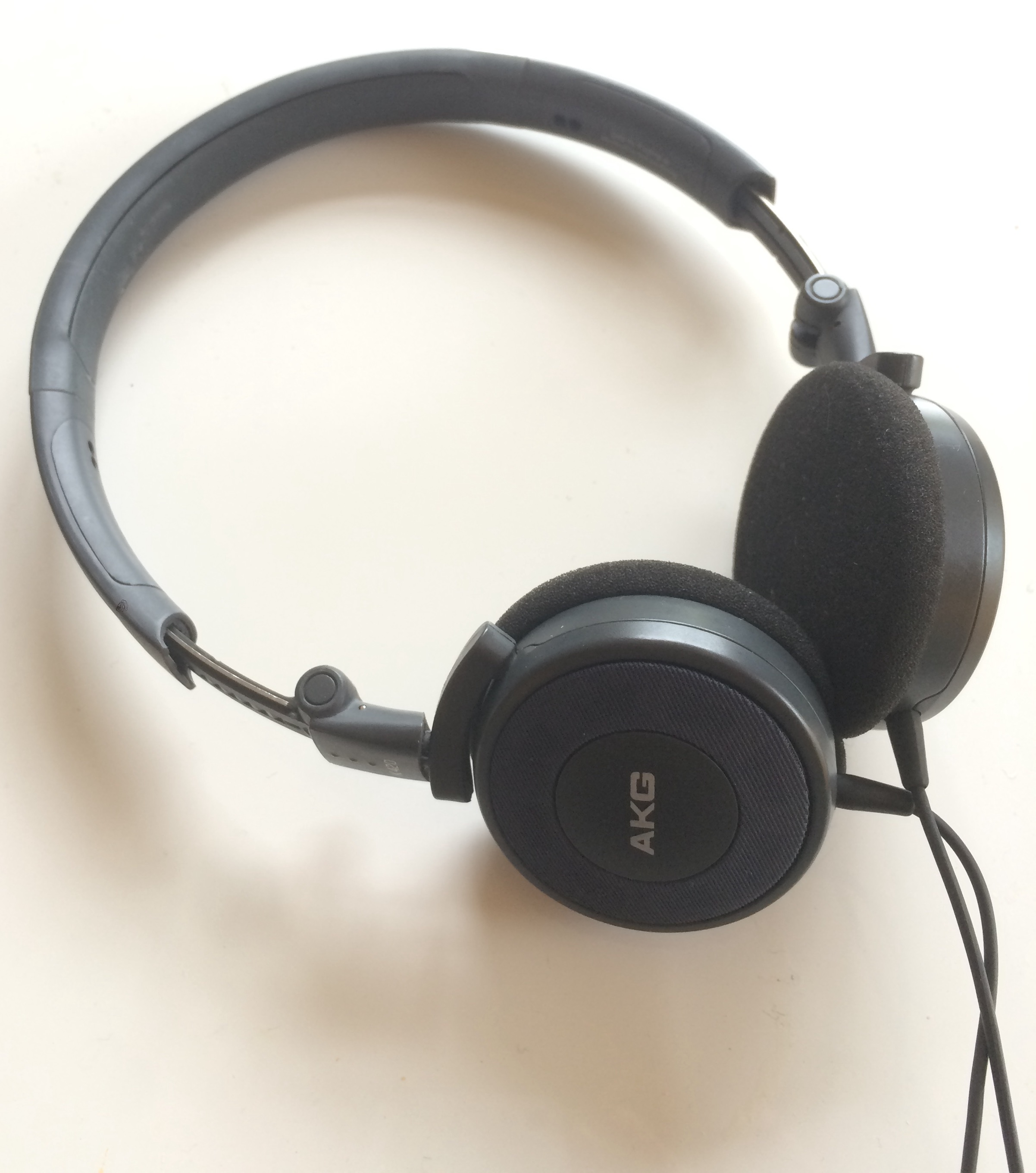
Moderner AKG-Kopfhörer

1950 verwendete der Tauchpionier Hans Hass AKG-Produkte für seinen Unterwasser-Tonfilm Abenteuer im Roten Meer. Der Film gewann den ersten Preis bei der Biennale di Venezia.
1955 wurden bei den ersten Salzburger Festspielen, die nach dem Zweiten Weltkrieg ausgetragen werden, ausschließlich Mikrofone von AKG eingesetzt. Ein Mikrofon wurde eigens für Herbert von Karajan gestaltet.
Anlässlich des 50-jährigen Jubiläums der britischen Rundfunkanstalt BBC legte die britische Post 1972 eine Briefmarke im Wert von 3 Pence auf, die die BBC-Standard-Mikrofone, in diesem Fall ausschließlich AKG-Produkte, zeigte.
Bei der Entwicklung des AKG AV100 Aviation Headset war der Kunstflieger Hannes Arch eingebunden. Es weist Noise Cancelling, Bluetooth-Konnektivität und LEMO-6-Pin-Stecker, Priorisierbarkeit von Flugfunk und zwei LED-Leselampen auf.